# Desha megye
Desha megye az Amerikai Egyesült Államokban, azon belül Arkansas államban található. Megyeszékhelye Arkansas City, legnagyobb városa Dumas. Lakosainak száma 11 395 fő (2020. április 1.). Desha megye Arkansas, Chicot, Bolivar, Phillips, Drew és Lincoln megyékkel határos.

## Népesség
A megye népességének változása:
| Lakosok száma | 12 969 | 12 722 | 12 566 | 12 505 | 11 965 | 11 395 |
|               | 2010   | 2011   | 2012   | 2013   | 2015   | 2020   |